# Um eine Million (film 1924)
Um eine Million è un film muto del 1924 sceneggiato e diretto da Joseph Delmont.

## Produzione
Il film fu prodotto dall'Arthur Günsburg-Film di Berlino.